# Hesperiinae
De Hesperiinae zijn een onderfamilie van vlinders in de familie van de dikkopjes (Hesperiidae).

## Geslachtengroepen
- Aeromachini Tutt, 1906
- Astictopterini Swinhoe, 1912
- Baorini Doherty, 1886
- Ceratrichiini Grishin, 2019
- Eetionini Grishin, 2022
- Erionotini Distant, 1886
- Gretnini Grishin, 2019
- Ismini Grishin, 2022
- Hesperiini Latreille, 1809
  - Anthoptina A. Warren, 2009
  - Apaustina Grishin, 2019
  - Calpodina A. Clark, 1948
  - Carystina Mabille 1878
  - Falgina Grishin, 2019
  - Hesperiina Latreille, 1809
  - Moncina A. Warren, 2008
  - Thymelicina Tutt, 1905
- Megathymini Comstock & Comstock, 1895
- Notocryptini Swinhoe, 1913
- Pericharini Grishin, 2019
- Psolosini Grishin, 2022
- Taractrocerini Voss, 1952